# Sant Pere de Gaià
Sant Pere de Gaià és una església del municipi d'Aiguamúrcia (Alt Camp) protegida com a bé cultural d'interès local.

## Descripció
Aquesta església està situada al costat de l'antic camí que partia de Celma i anava fins a Coll de Cabra. És de planta rectangular, d'una sola nau capçada a llevant per un absis poligonal. No es conserva la coberta però seria una encavallada de fusta a dues aigües sustentada per dos arcs diafragmàtics que si que es conserven. La porta principal es troba al mur sud, entre els dos arcs diafragma i és d'arc rebaixat. El mur de ponent no es conserva. Al nord té adossat la torre del campanar i es conserven les arrencades dels murs d'altres dependencies i un pou.

## Història
El temple és conegut des de l'any 980, quan apareix en el document de la donació del castell de Cabra per part del comte de Barcelona Borrell II a Ermegivi. L'església era un centre d'eremitisme que vers el 1170 es va fusionar amb el monestir de Santes Creus, que heretà tots els seus béns. A partir del segle xiii el monestir hi va establir ermitans.